# Panimerus cio
Panimerus cio är en tvåvingeart som först beskrevs av Quate 1955.  Panimerus cio ingår i släktet Panimerus och familjen fjärilsmyggor.
Artens utbredningsområde är Kalifornien. Inga underarter finns listade i Catalogue of Life.